# Teoría del ciclo de vida del producto
La teoría del ciclo de vida del producto es una teoría económica desarrollada por Raymond Vernon en 1966 en respuesta al fallo del modelo Heckscher-Ohlin para explicar los hechos observados en el comercio internacional. La teoría sugiere que en las fases tempranas del ciclo de vida del producto la producción se lleva a cabo en el mismo lugar donde fue inventado y se exporta a países similares en nivel de desarrollo y preferencias de la demanda. En una segunda etapa aparecen copias del producto que se producen en otros países y se introducen en el país de origen. En la tercera etapa, llamada de madurez, el mercado deja de crecer y sólo se mantienen las empresas que logran producir con menores costes. En la cuarta etapa, sólo los países con menor nivel de desarrollo producen y comercializan el producto en su propio territorio.

### Citas
1. ↑  Hill, Charles (2007). International Business Competing in the Global Marketplace 6th ed.. McGraw-Hill. p. 168. ISBN 978-0-07-310255-9.